# Bahía de sangre
A Bay of Blood (en italiano: Ecologia del delitto, trad. «Ecología del crimen», más tarde publicado como Reazione a catena [trad. «Reacción en cadena»] y Bahía de Sangre), también conocido como Carnage, Twitch of the Death Nerve y Blood Bath, es una película de terror italiana de 1971 dirigida por Mario Bava. Bava coescribió el guion junto con Giuseppe Zaccariello, Filippo Ottoni y Sergio Canevari, con el crédito de la historia dada a Dardano Sacchetti y Franco Barberi. La película está protagonizada por Claudine Auger, Luigi Pistilli y Laura Betti. Carlo Rambaldi creó los destacados efectos especiales de maquillaje. La historia detalla las actividades asesinas simultáneas de varios personajes diferentes, ya que cada uno intenta eliminar los obstáculos humanos que se interponen en la herencia de una bahía.
Ampliamente considerada como la película más violenta de Bava, su énfasis en asesinatos gráficamente sangrientos fue muy influyente en el subgénero del cine slasher una década más tarde.  En 2005, la revista Total Film nombró A Bay of Blood como una de las 50 mejores películas de terror de todos los tiempos.

## Sinopsis
Todo comienza con el asesinato de una anciana condesa poseedora de una bahía de la que se negaba a desprenderse. Una vez muerta, los familiares, arquitectos, hijos bastardos y demás lucharán por hacerse dueños de la bahía, matando a cuantos se interpongan en su camino.

## Elenco y personajes
- Claudine Auger como Renata Donati
- Luigi Pistilli como Albert
- Claudio Volonté como Simon
- Laura Betti como Anna Fossati
- Leopoldo Trieste como Paolo Fossati
- Isa Miranda como la condesa Federica Donati
- Chris Avram como Frank Ventura
- Anna Maria Rosati como Laura
- Brigitte Skay como Brunhilda «Hilda»
- Paola Montenero como Denise
- Guido Boccaccini como Duke
- Roberto Bonanni como Robert «Bobby»
- Giovanni Nuvoletti como Filippo Donati
- Renato Cestiè como el hijo
- Nicoletta Elmi como la hija

## Legado
Varios críticos han señalado que la película es probablemente la más influyente de la carrera de Bava, ya que tendría un impacto enorme y profundo en el género slasher. Tim Lucas dijo que la película de Bava es la «pistola humeante reconocida detrás de los 'slashers' de los años 80, que continúa dominando el género de terror dos décadas más tarde con películas como Scream, I Know What You Did Last Summer y sus respectivas secuelas». Según Gary Johnson, «Twitch of the Death Nerve es una de las películas más imitadas de los últimos 30 años. Ayudó a poner en marcha el género slasher… La influencia de [Bava] todavía resuena hoy (aunque algo debidamente) en películas como I Know What You Did Last Summer, Scream y Urban Legend».
Si bien la mayoría de las películas slasher tienen una deuda considerable con la narrativa un tanto absurda de Bay of Blood y su énfasis en la mutilación corporal, al menos una película fue directamente imitativa: Friday the 13th Part 2 copió notoriamente dos de las secuencias de asesinatos de Bava: un personaje es golpeado en la cara con un machete (aunque en la película de Bava se trata de un garfio y no un machete), y una pareja adolescente es empalada mientras hace el amor. Junto con The Burning, Just Before Dawn (1981) y varios otros slashers de trama similar, Friday específicamente «siguió la inspiración de Bava, con jóvenes acosados por muertes violentas en medio de hermosos entornos boscosos».